# Faramea paupera
Faramea paupera är en måreväxtart som beskrevs av Paul Carpenter Standley. Faramea paupera ingår i släktet Faramea och familjen måreväxter. Inga underarter finns listade i Catalogue of Life.